# Battle Isle
Battle Isle – seria strategicznych gier turowych stworzoną w latach 90. XX wieku przez Blue Byte Software. Części gry opisują kolejne wojny toczące się na fikcyjnej planecie Chromos i jej księżycu.

## Fabuła
Fabuła gry "Battle Isle" rozgrywa się na fikcyjnej planecie Chromos, której społeczeństwo jest nieznacznie bardziej zaawansowane niż współczesna Ziemia. Humanoidzi zamieszkujący Chromos posiadają wiedzę z zakresu zaawansowanej robotyki (roboty), komputerów (sztuczna inteligencja), broń rakietowa i podróże kosmiczne (pozwalające zakładać kolonie na księżycu).

## Istota gry
Pierwsze 3 części gry toczą się na heksagonalnej mapie. Na jednym polu może przebywać tylko jedna jednostka, chyba że są transportowane na innych jednostkach lub znajdują się w budynkach. Gracz może dowodzić nie tylko jednostkami typowo bojowymi (piechota, czołgi, śmigłowce, myśliwce i bombowce, okręty nawodne i podwodne, pociągi pancerne i artyleria stacjonarna) ale również (zwłaszcza w późniejszych grach) wieloma jednostkami wsparcia i logistyki (transportery jednostek, paliwa i amunicji, pojazdy inżynieryjne do budowy dróg, kolei i fortyfikacji, jednostki rozpoznania, radarowe i walki elektronicznej). Jednostki mogą posiadać od jednego do czterech rodzajów uzbrojenia i zdobywać doświadczenie, w walkach lub poprzez szkolenie. Doświadczenie można później przekazywać do kolejnych bitew w obrębie jednej gry. Ilość paliwa i amunicji jest ograniczona, zapas i ich zużycie zależy od typu jednostki a ich dostawy na pole walki wymagają dużej uwagi. Jednostki mogą być naprawiane na polu walki lub w kontrolowanych przez gracza budynkach. Fabryki mogą produkować jednostki lądowe, lotniska jednostki powietrzne a stocznie okręty. Teren walki i jego stan mają bardzo duży wpływ na ruch jednostek. Pociągi mogą poruszać się tylko po istniejących lub zbudowanych przez gracza szynach, które jednakże utrudniają ruch innym jednostkom lądowym. Drogi bardzo ułatwiają ruch jednostkom, a w przypadku podmokłego lub zaśnieżonego terenu są niemalże niezbędne. Stan terenu na mapie może ulegać zmianie - zbiorniki wodne zamarzają lub wysychają, teren lądu może podmoknąć, być pokryty śniegiem lub czasowo albo na stałe zalany. W grze dominuje mgła wojny czyniąc jednostki rozpoznawcze bardzo ważnymi.
W jednej bitwie może występować od dwóch do pięciu graczy, zazwyczaj stanowiących 2 przeciwstawne sojusze. Zadania dla graczy mogą wymagać zniszczenia wszystkich jednostek przeciwnika, konkretnego ich typu lub zdobycia określonych budynków. Są również misje wymagające ochrony specyficznych jednostek. W trakcie jednej bitwy sytuacja może się zmienić na skutek wpływu spoza terenu działań, dając graczom dodatkowe jednostki, wrogów, sojuszników lub zmieniać stan terenu.
Sztuczna inteligencja jest bardzo słaba i bazuje przede wszystkim na masowych atakach frontalnych. Jeśli ludzki gracz przetrwa pierwsze kilka tur, niszcząc systematycznie jednostki przeciwnika to komputer w późniejszej fazie bitwy nie jest w stanie przypuścić efektywnego kontrataku lub zorganizować obrony.
Battle Isle – strategiczna gra turowa wydana w 1991 przez Blue Byte Software.
Teren gry stanowi mapa składająca się z heksagonalnych pól, na których toczą się kolejne bitwy jednej wielkiej wojny. Ekran podzielony jest na połowę, a rozgrywka odbywa się w turach. Podział ekranu stworzył szansę, aby podczas wykonywania ruchu przez jednego gracza, drugi gracz - żywy, czy komputerowy - nie nudził się. I tak, gdy jeden z graczy wykonuje fazę ruchu, inny z kolei przeprowadza atak. Później następuje zmiana ról i tak do końca. Pomiędzy zmianą faz następuje ich realizacja, czyli oglądamy skutki ataków lub ruchu. Podstawowym celem gry, na każdej z map w które przyjdzie nam grać, jest pokonanie przeciwnika. Możemy zrobić to na dwa sposoby: poprzez zajęcie kwatery głównej lub niszcząc wszystkie wrogie jednostki.